# Tabanus pseudoculus
Tabanus pseudoculus är en tvåvingeart som beskrevs av David Fairchild 1942. Tabanus pseudoculus ingår i släktet Tabanus och familjen bromsar. Inga underarter finns listade i Catalogue of Life.